# Литвин Віктор Миколайович
Віктор Миколайович Литвин (нар. 8 січня 1976, Чернігів, УРСР) — український футболіст, воротар.

## Життєпис
Футбольну кар'єру розпочав у «Нерафі», у футболці якого дебютував 22 вересня 1996 року в переможному (1:0) домашньому поєдинку 7-го туру групи А Другої ліги України проти білоцерківської «Росі». Віктор вийшов на поле в стартовому складі та відіграв увесь матч. За два сезони, проведені в «Славутичі», зіграв 22 поєдинки в Другій лізі України.
Під час зимової перерви сезону 1998/99 років перебрався в «Десну». У футболці чернігівського клубу дебютував 3 травня 1999 року в програному (0:3) домашньому поєдинку 28-го туру Першої ліги України проти запорізького «Торпедо». Литвин вийшов на поле на 46-й хвилині, замінивши Юрія Овчарова. За два неповні сезони, проведені в «Десні», зіграв 15 матчів у Другій лізі України та 1 поєдинок у кубку України. З 2001 по 2005 рік виступав за «Ніжин» в аматорському чемпіонаті України. Під час зимової перерви сезону 2005/06 років повернувся до «Десни». За два сезони, проведені в чернігівському клубі, зіграв 38 матчів у чемпіонатах України та 2 поєдинки в кубку України.
Під час зимової перерви сезону 2007/08 років підсилив «Фенікс-Іллічовець». У футболці калінінського клубу дебютував 23 березня 2008 року в програному (0:3) виїзному поєдинку 21-го туру Першої ліги України проти луцької «Волині». Віктор вийшов на поле в стартовому складі та відіграв увесь матч. До завершення сезону 2007/08 років зіграв 8 матчів у Першій лізі України.
Напередодні старту сезону 2008/09 років повернувся в «Десну». Проте за першу команду у вище вказаному сезоні не грав, натомість отримав ігрову практику в «Десні-2». У другій команді чернігівців дебютував 2 серпня 2008 року в програному (0:2) виїзному поєдинку 3-го туру групи А Другої ліги України проти хмельницького «Поділля-Хмельницького». Литвин вийшов на поле в стартовому складі та відіграв увесь матч. За «Десну-2» відіграв 9 матчів у Другій лізі України. У 2010 році повернувся до «Ніжина», з яким виступав у чемпіонаті Чернігівської області. Влітку 2010 року повернувся до «Десни», де ще провів півсезони (7 матчів у Другій лізі та 1 у кубку України). Наприкінці кар'єри грав за «Зірку» (Корюківка) та «Кудрівку» (Сосниця) в чемпіонаті Чернігівської області.

## Досягнення
«Десна» (Чернігів)
- Друга ліга України
  -  Чемпіон (1): 2005/06